# Ordrup Næs
Ordrup Næs är en udde på Själland i Danmark.   Den ligger i Odsherreds kommun i Region Själland. Udden sticker ut i Sejerø Bugt. Närmaste större samhälle är Asnæs, 10 km öster om Ordrup Næs. Trakten runt Ordrup Næs består till största delen av jordbruksmark.
Ordrup Næs ligger i Geopark Odsherred. 